# 久保聰美
久保聰美，是日本漫画家。

## 作品
- 「陽炎」系列
  1. 烈炎劍豪、全5冊、
  2. 陽炎～新章、全3冊、
- 降鬼姬～朱鷺、全2冊
- 龍劍戰士、全6冊、
- 靈山神龍、全1冊

## 外部連結
- （日語）久保聡美部屋（公式網站閉鎖中）